# Cuisine argentine

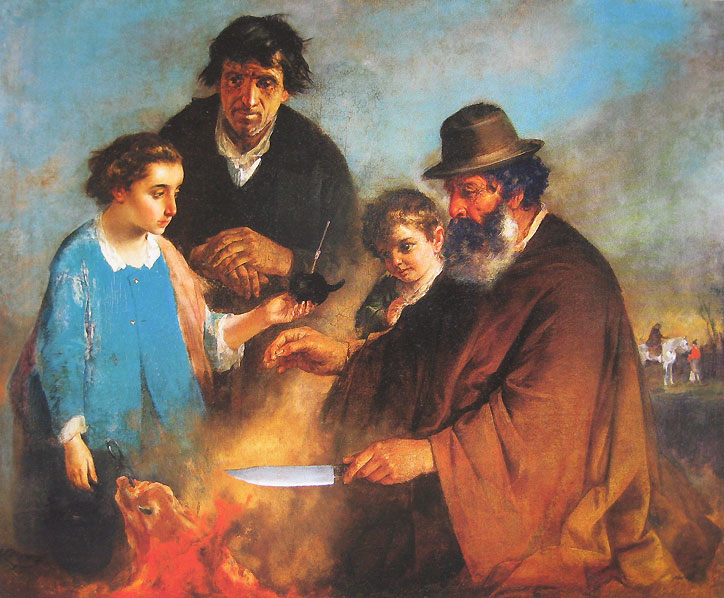
El Asado, tableau d’Ignacio Manzoni (1888) dans lequel on observe un gaucho partageant l’asado, ainsi qu'une jeune fille lui donnant un maté.

La cuisine argentine peut être décrite comme le mélange culturel des influences autochtone et méditerranéenne (issue des populations d’origine italienne et espagnole) dans le large champ d’application de bétail et de produits agricoles qui abondent en Argentine.

## Caractéristiques

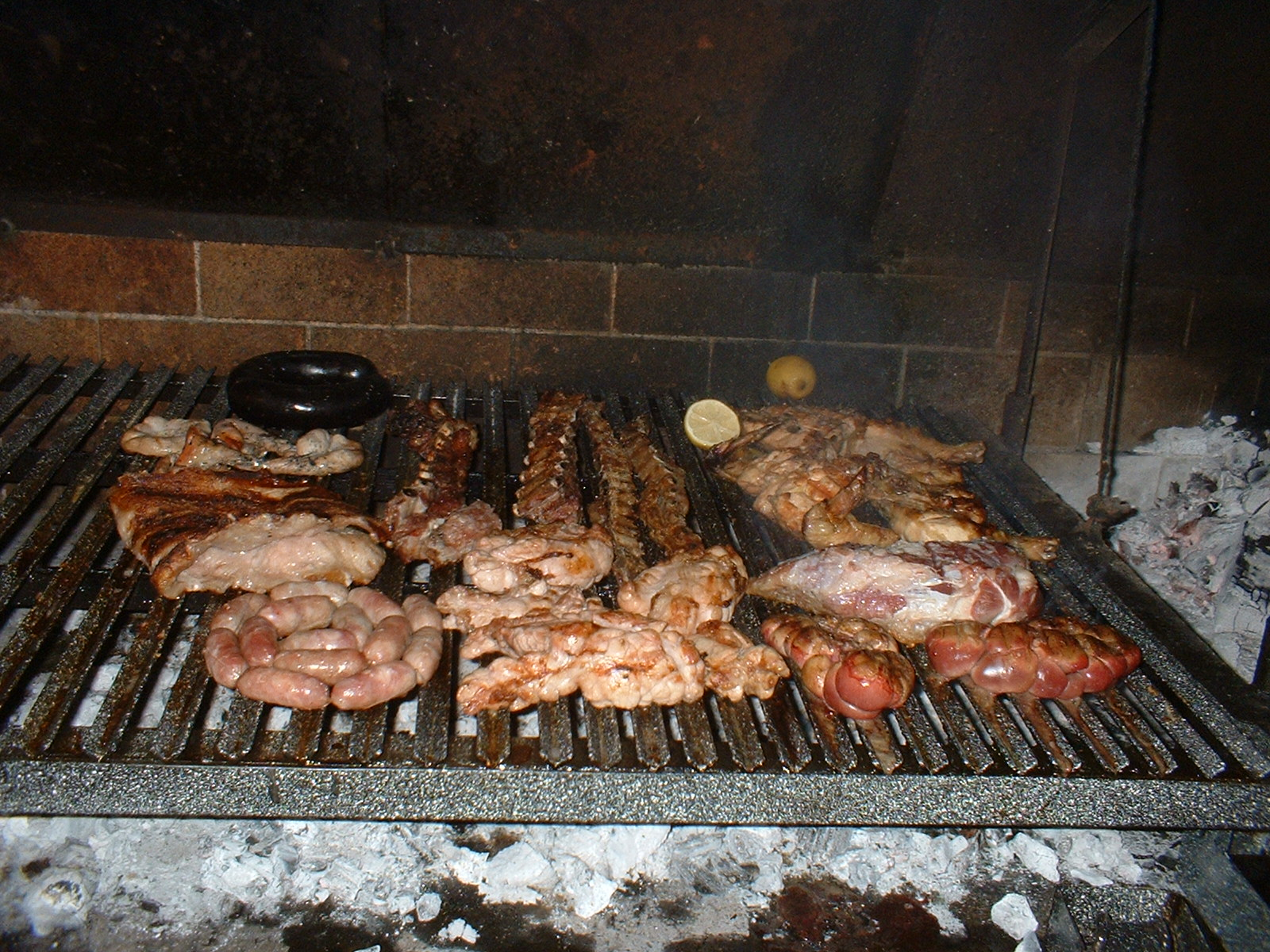
Le gril asado emblématique de la cuisine argentine.

Les Argentins consomment en moyenne 100 kg de bœuf par an. Au XIXe siècle, la moyenne annuelle approchait les 180 kg par habitant. Aucun autre plat ne correspond plus authentiquement à l’identité nationale argentine que l’asado, le barbecue argentin. La superficie du pays, ainsi que sa diversité culturelle, ont néanmoins donné naissance à une cuisine locale de plats divers. L’Argentine étant, avec 6,6 millions d’immigrés, le deuxième pays au monde en termes d’immigration, les grandes vagues migratoires ont imprimé une grande influence à la cuisine de ce pays.
Les Argentins sont réputés pour aimer manger. Les évènements conviviaux consistent généralement en un repas partagé. Les invitations à diner à la maison symbolisent généralement l’amitié, la cordialité et l’intégration. Le diner du dimanche en famille, dont les faits saillants comprennent souvent l’asado ou des pâtes, constitue le repas le plus important de la semaine. Une autre caractéristique de la cuisine argentine est la préparation d’aliments comme les frites, les galettes et des pâtes maison pour célébrer une occasion spéciale, rencontrer des amis, ou honorer quelqu’un. C’est un moyen de montrer de l’affection. La tradition de préparation locale des aliments se transmet de génération en génération.
Les restaurants argentins comprennent une grande variété de cuisines, de prix et de saveurs. Dans les grandes villes, on trouve tout, de la cuisine internationale haut de gamme aux bodegones (tavernes traditionnelles peu couteuses), aux restaurants moins élégants et aux bars et aux cantines offrant une gamme de plats à des prix abordables.

## Histoire
L’histoire de la cuisine argentine est riche et diversifiée. Ayant connu, au cours des siècles, une immigration considérable, ce pays a bénéficié de nombreuses influences alimentaires. Le climat diversifié de la région, qui va du subtropical au polaire, a également considérablement contribué à élargir l’ensemble des ingrédients aisément disponibles. Les colons européens, pour la plupart italiens et espagnols, sont largement responsables de la cuisine argentine. Néanmoins, des immigrants d’autres nationalités, allemands, français, juifs entre autres, ont apporté avec eux leurs styles de cuisine et leurs recettes nationales. La gastronomie des groupes autochtones comme les Quechuas, les Mapuches et les Guaranis a cependant également joué un rôle, par exemple, dans le maté qui est consommé dans tout le pays.
Vivant en Argentine longtemps avant l’arrivée des explorateurs européens, les Amérindiens du Nord-Ouest étaient des agriculteurs qui cultivaient des courges, des melons et des patates douces. Les Guaraní, qui vivaient dans le nord-est, étaient des chasseurs-cueilleurs. L’introduction, par les colons espagnols arrivés en Argentine en 1536 du bétail dans la pampa, devait avoir un effet profond sur la cuisine argentine.
Tout au long du XIXe siècle, des millions d’immigrants, pour la plupart originaires d’Italie et d’Espagne, sont arrivés en Argentine. Les Italiens ont introduit la pizza, ainsi que toutes sortes de pâtes, y compris les spaghettis, les lasagnes et les gnocchis, et plus particulièrement la coutume des gnocchis du 29. Les Britanniques ont introduit la tradition du teatime. Les Français, les Allemands, les Gallois, les Suisses, les Européens de l'Est et les juifs et ont également influencé la cuisine de ce pays.

## Ingrédients
La cuisine argentine est fortement basée sur la culture de toutes sortes de céréales, de grains, d'oléagineux, de fruits et de légumes, car l'Argentine est un pays d'élevage et d'agriculture très important. Dans les eaux de la Mésopotamie, les poissons de rivière comme la capuce, le surubi, la daurade ou le boga se distinguent nettement.
Les produits carnés sont dominants dans le pays depuis le XVIe siècle. Le pays est considéré comme un grand pays producteur et consommateur de viande bovine, porcine et de volaille. Certaines régions, comme celles situées dans le sud, sont généralement engagées dans des activités d'élevage de moutons et d'agneaux, et de pêche de coquillages, crustacés, mollusques et saumons.
La vaste activité d'élevage de tout type de bovins a donné naissance à une industrie laitière très développée qui comprend des produits comme le lait de vache, de brebis et de chameau, le dulce de leche et les yaourts. Certains des fromages d'Argentine sont le reggianito, le sardo, la provoleta et le cremoso. On peut également concevoir l'Argentine comme une grande industrie engagée dans la production de fruits secs, d'olives, de tous types d'huiles et d'épices.
Lorsqu'il s'agit de mélanger des ingrédients et de réadapter les traditions culinaires d'autres latitudes, la source presque illimitée de matières premières ci-dessus permet l'existence d'une grande polyvalence de produits.

## Plats

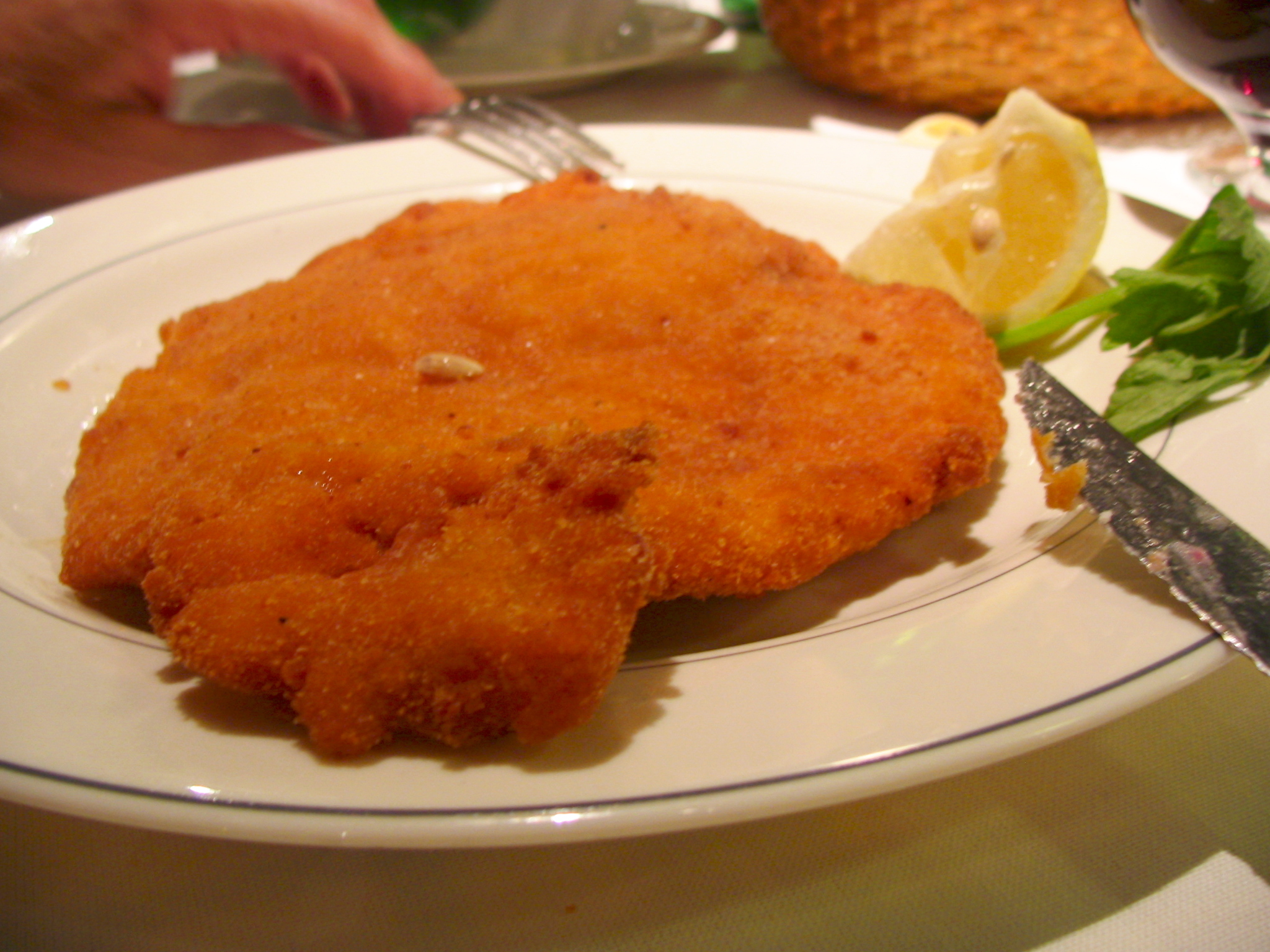
Milanesa typique avec garniture de citron.

La plupart des régions d’Argentine sont connues pour leur alimentation à base de bœuf, mais l'est moins comparé à l'Uruguay,. La cuisine argentine est renommée pour ses asado (grillades) qui sont un aliment de base, surtout le steak et les côtes de bœuf. Sa viande rouge, généralement de bœuf, est toujours généreusement servie. En Argentine, le terme espagnol « carne », qui signifie viande dans les pays hispanophones (comme carne de vaca (bœuf), carne de cordero (agneau), etc.), veut dire « bœuf » en Argentine. Le terme asado lui-même se réfère à de longues bandes d’onglet de bœuf. Le chorizo (porc saucisses), la morcilla (boudin), les chinchulines (andouilles) et les mollejas (ris) sont également populaires, tandis que d’autres parties de l’animal sont appréciées. En Patagonie, cependant, l’agneau et le chivito (chèvre) sont plus fréquemment consommés que le bœuf. Des agneaux et des boucs entiers sont traditionnellement cuits sur un feu ouvert dans une technique connue sous le nom d’asado a la estaca. Le condiment la plus courant pour l’asado, qui est parfois accompagné de purée de citrouille ou de patates douces, est le chimichurri, une sauce d’herbes, aillée, vinaigrée et  légèrement piquante. Contrairement à d’autres préparations, les Argentins ne mettent pas de piment dans leur version du chimichurri.
Les escalopes de bœuf à la milanaise (milanesas), panées et frites, accompagnées d'œufs frits (huevos fritos) et de pommes de terre frites (papas fritas) est le plat le plus représentatif de la cuisine familiale. Elles sont utilisées comme collations, en sandwichs ou tièdes et accompagnées de purée. Parmi les plats typiques on trouve la provoleta (morceau de fromage cuit au gril), le locro, les humitas, les tamales et les empanadas, petites pâtisseries farcies au bœuf (carne), au poulet (pollo), au maïs (choclo), au jambon et fromage (jamón y queso) et une centaine d’autres garnitures qui sont monnaie courante lors des fêtes et des pique-niques ou comme entrée. Une variante, le gallega empanada (« empanada galicienne »), est un gros pâté rond à la viande, le plus souvent au thon et au maquereau (caballa en espagnol). Les Argentins consomment également à l’occasion des tomates, des oignons, de la laitue, des aubergines, des courges et des courgettes en légumes et en salades.
Les aliments de base italiens, comme la pizza et les pâtes, sont aussi communément consommés que le bœuf. Dans les grandes villes, de nombreux établissements proposent des fideos (nouilles), tallarines (fettucine et tagliatelle), ñoquis (gnocchis), ravioles et canelones (cannelloni) fraichement préparés.
Dans la province de Chubut, la communauté galloise est connue pour ses maisons de thé qui proposent des scones et des torta galesa. Souvent achetés à des cuisiniers à domicile, les sandwichs miga, de délicats sandwichs réalisés avec du pain blanc écrouté et beurré, de très fines tranches de charcuterie et de fromage, et de la laitue, sont consommés pour un léger diner.
En Terre de Feu, le plat traditionnel est la centolla (crabe royal de Patagonie) et dans le Río de la Plata, le puchero.
Les autres plats sont : parilla et carbonada en zapallo.

## Desserts et sucreries

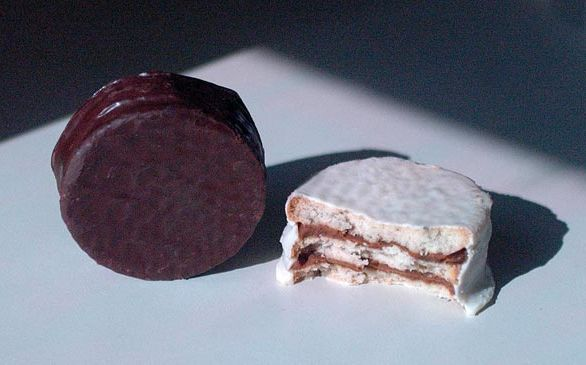
Alfajores. Les plus célèbres sont ceux de la province de Córdoba, de Mar del Plata et de la province de Santa Fe.

Les Argentins sont également friands de dulce de leche, une sorte de confiture de lait utilisée pour fourrer crêpes et gâteaux, tartiner le pain grillé au petit déjeuner ou servir avec la glace. Les alfajores sont des petits sablés de maïzena enrobés de sucre glace ou de chocolat ou en forme de sandwichs avec du chocolat, du dulce de leche ou de la pâte de fruits. Le « policier » ou le « routier » consiste en fromage avec du dulce de membrillo (pâte de coing). On fait aussi du dulce de batata avec l’igname.
Les Argentins rivalisent avec les Italiens pour les pizzas et les glaces de style italien qui sont servies chez les glaciers et même dans les drives.

## Boissons

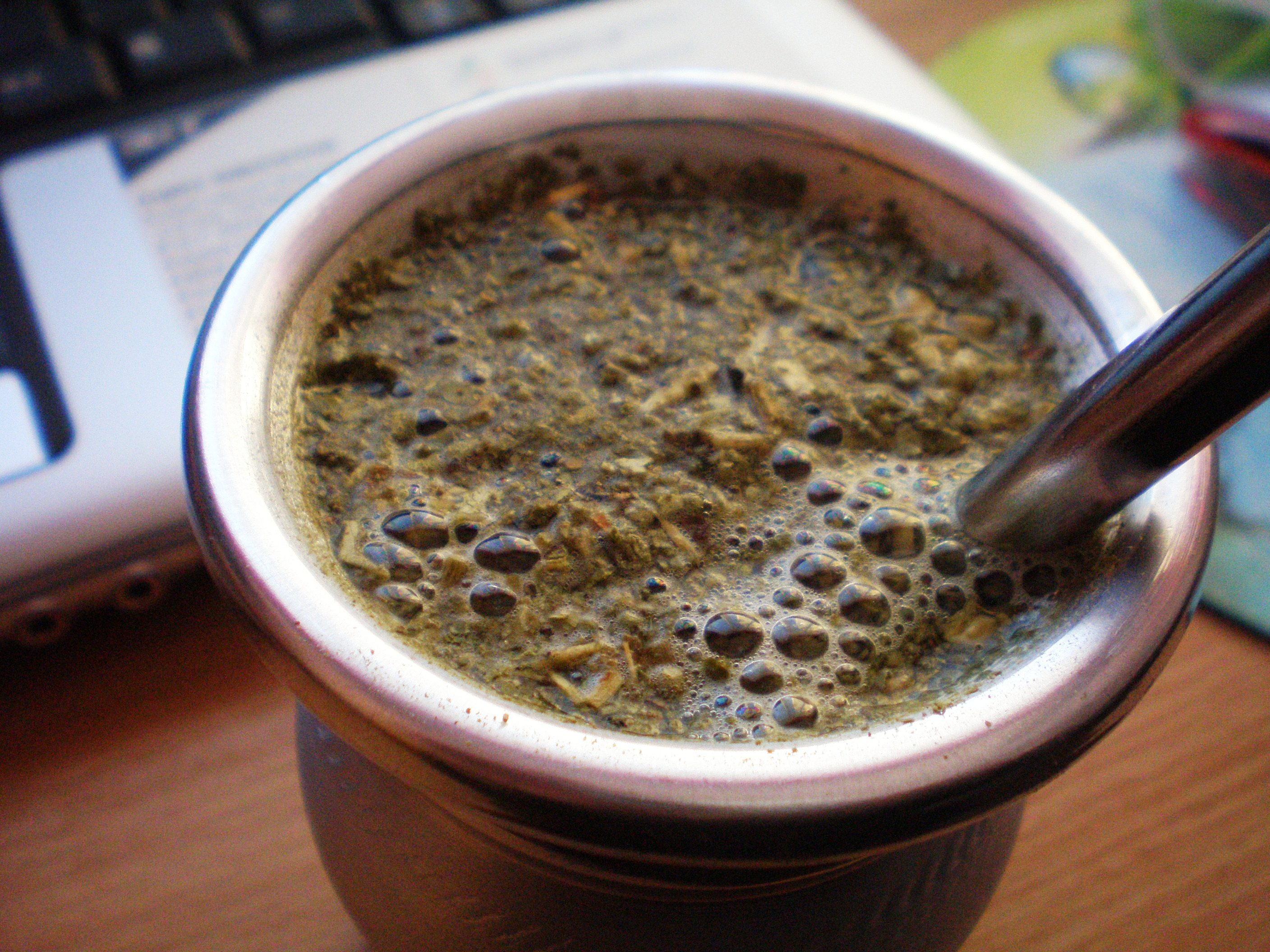
Maté.

La boisson nationale argentine est le maté (ou yerba maté), une infusion que les Argentins boivent à toute heure de la journée. Le mot mate désigne également la calebasse qui sert de récipient à l'infusion. On boit le maté à l’aide d’une grande paille en métal avec un filtre au bout appelée la bombilla.
On y boit aussi du licuado, une boisson à base de lait et de fruits, principalement à la banane, à la pêche.

## Patrimoine culturel
Le Secrétaire à la culture de la Nation a décidé que le vin rouge malbec, le maté ainsi que la yerba mate, le dulce de leche, l'empanada et l'asado portent le sceau du « patrimoine culturel, alimentaire et gastronomique argentin », car ce sont des produits typiquement argentins et de consommation généralisée dans tout le pays.

## Galerie

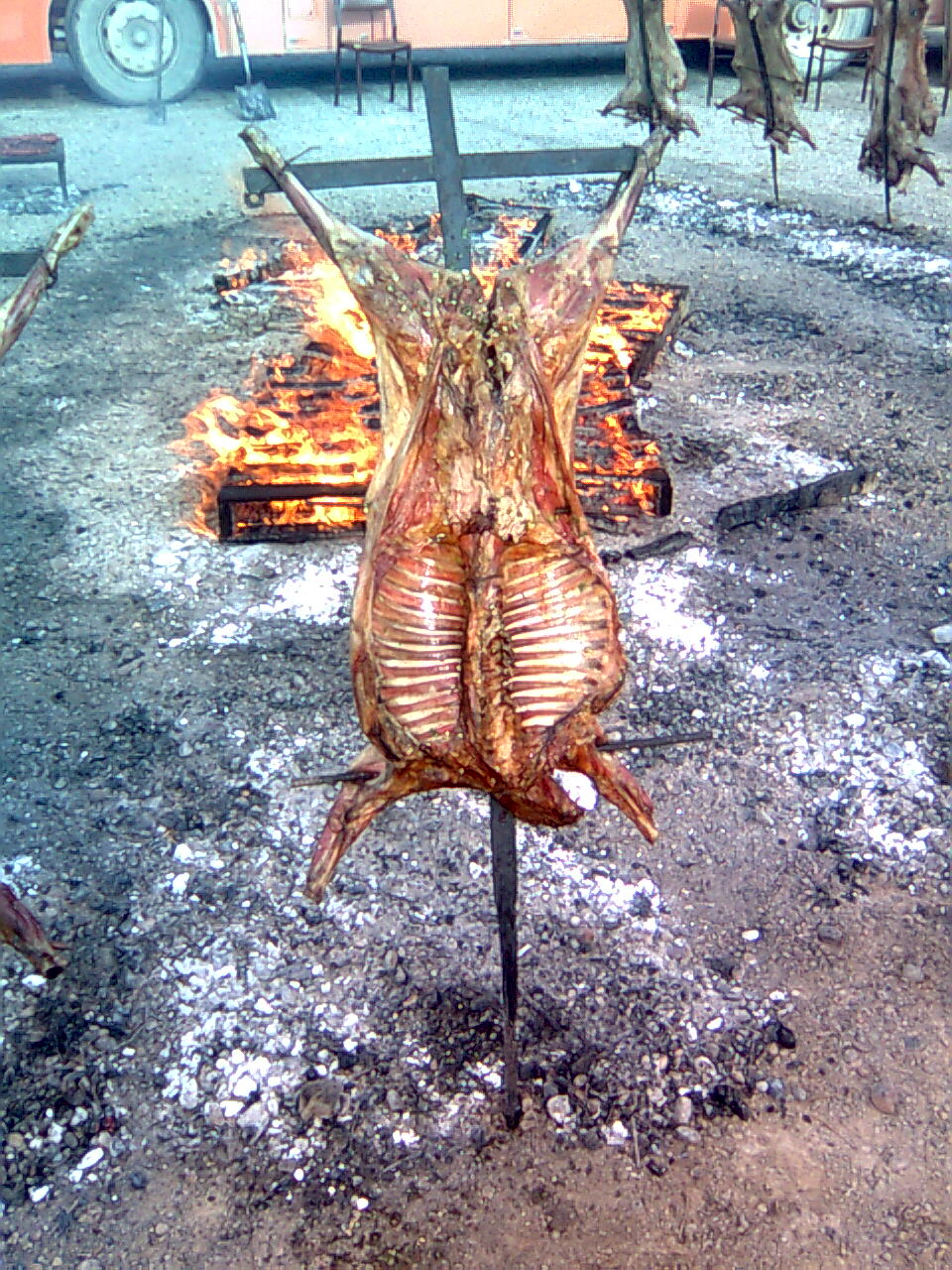
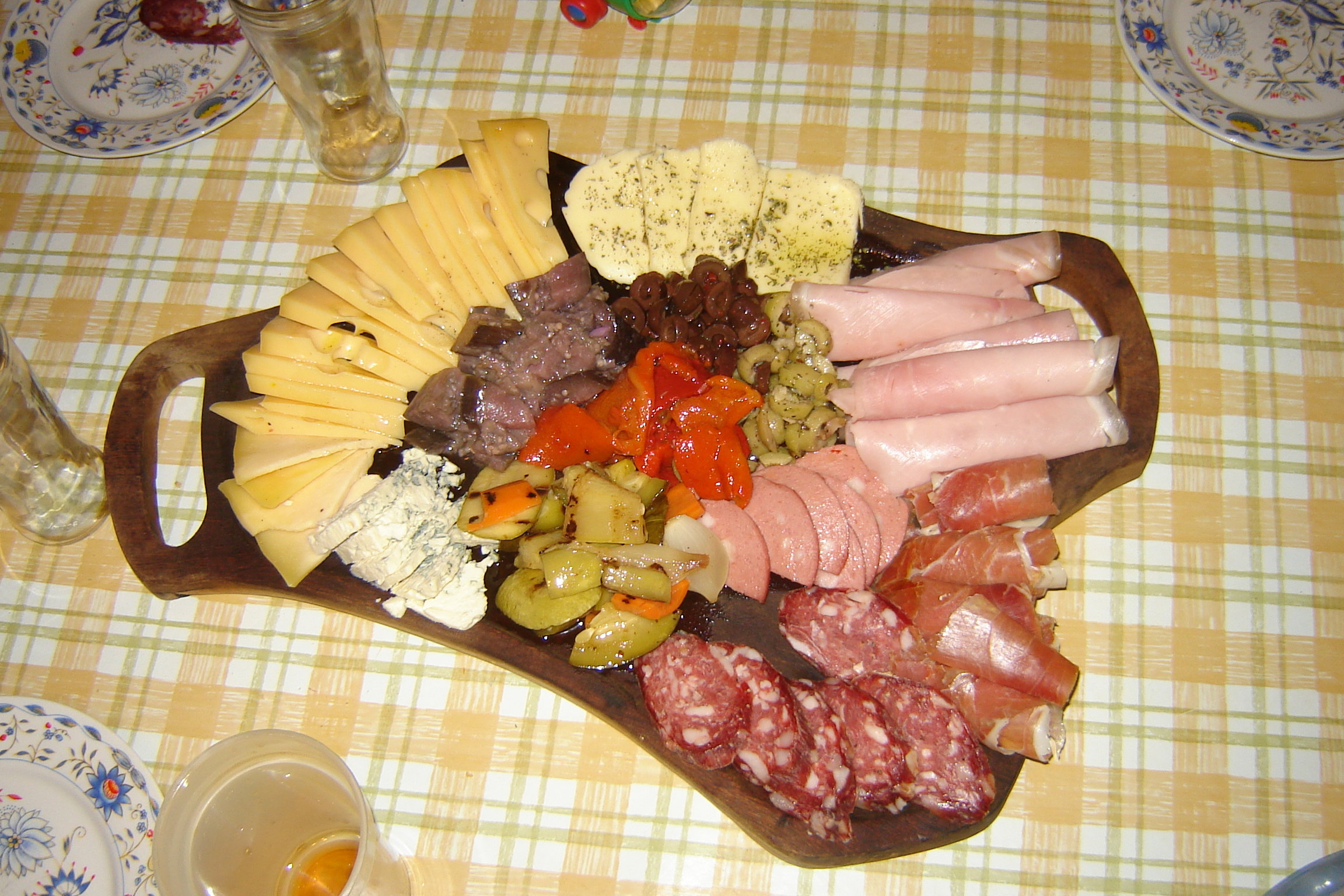
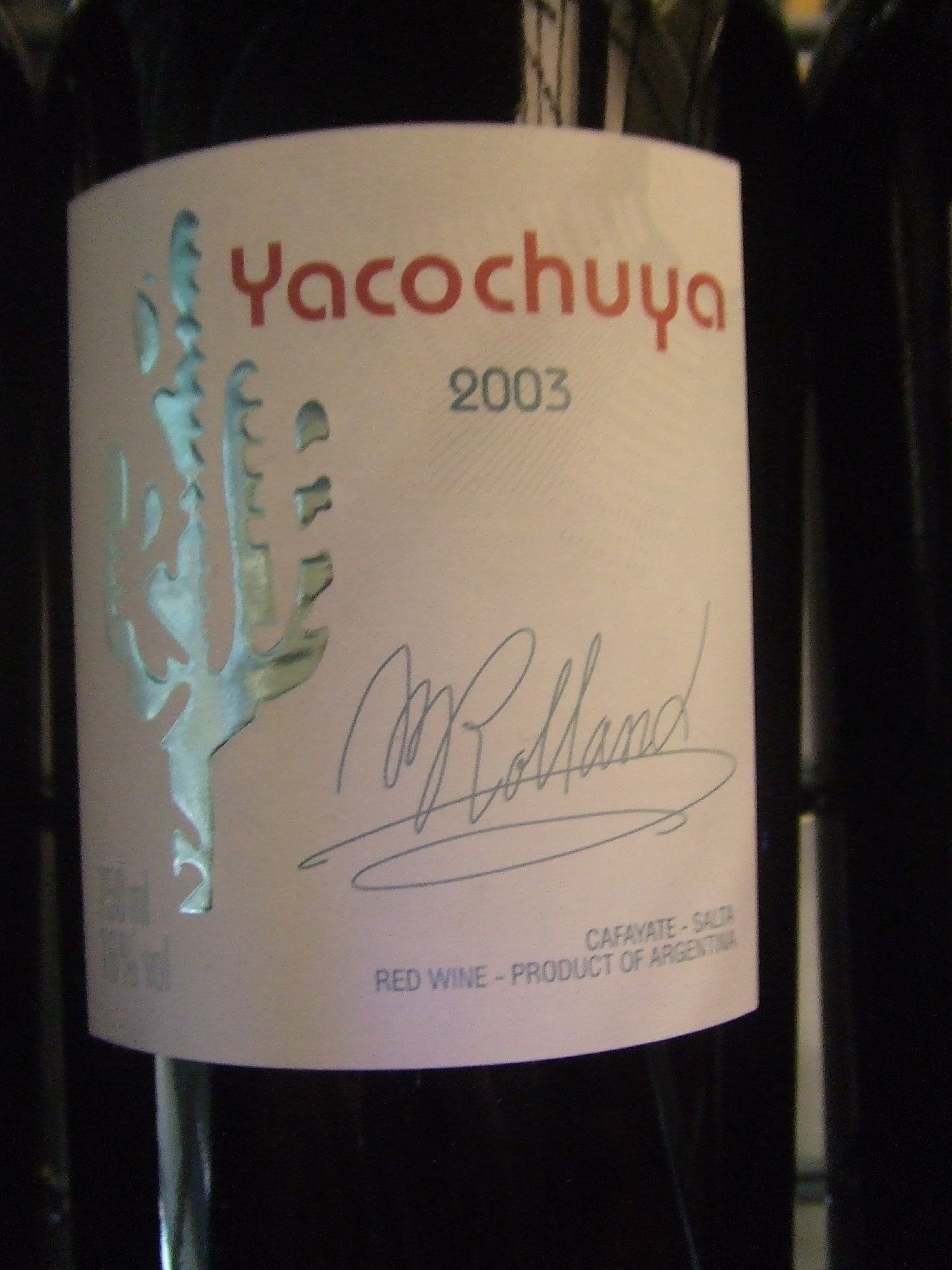
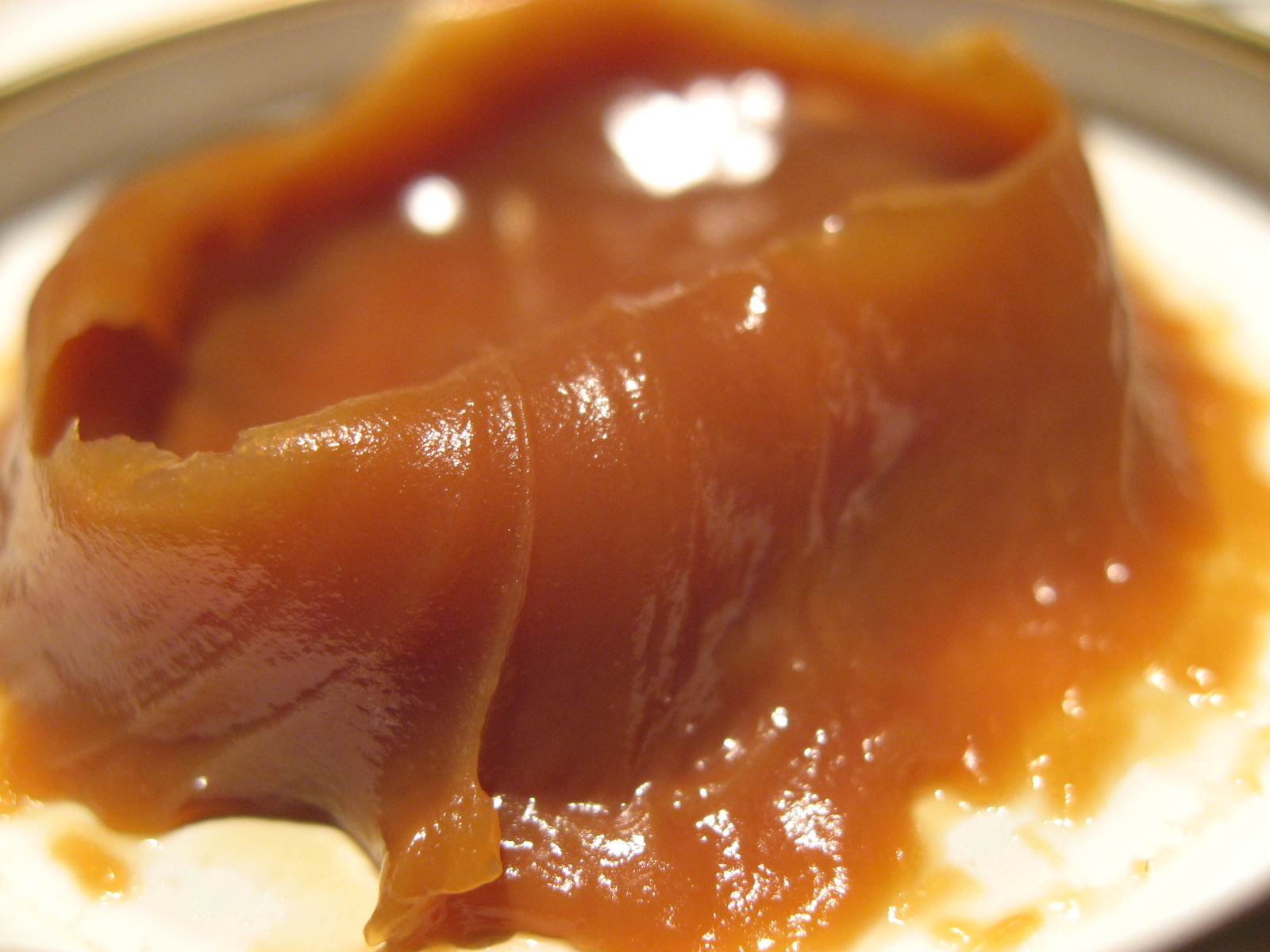
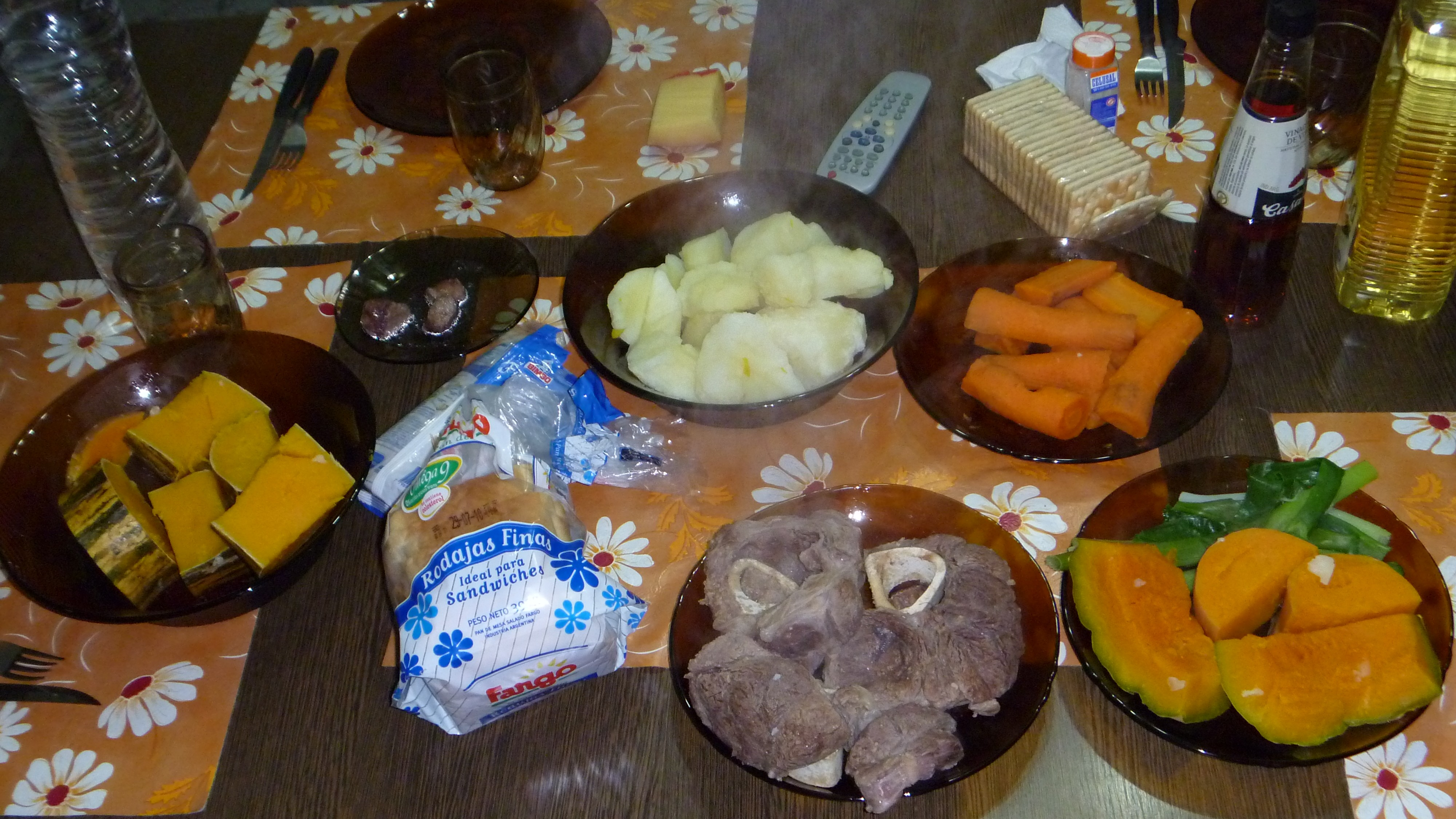
Puchero.
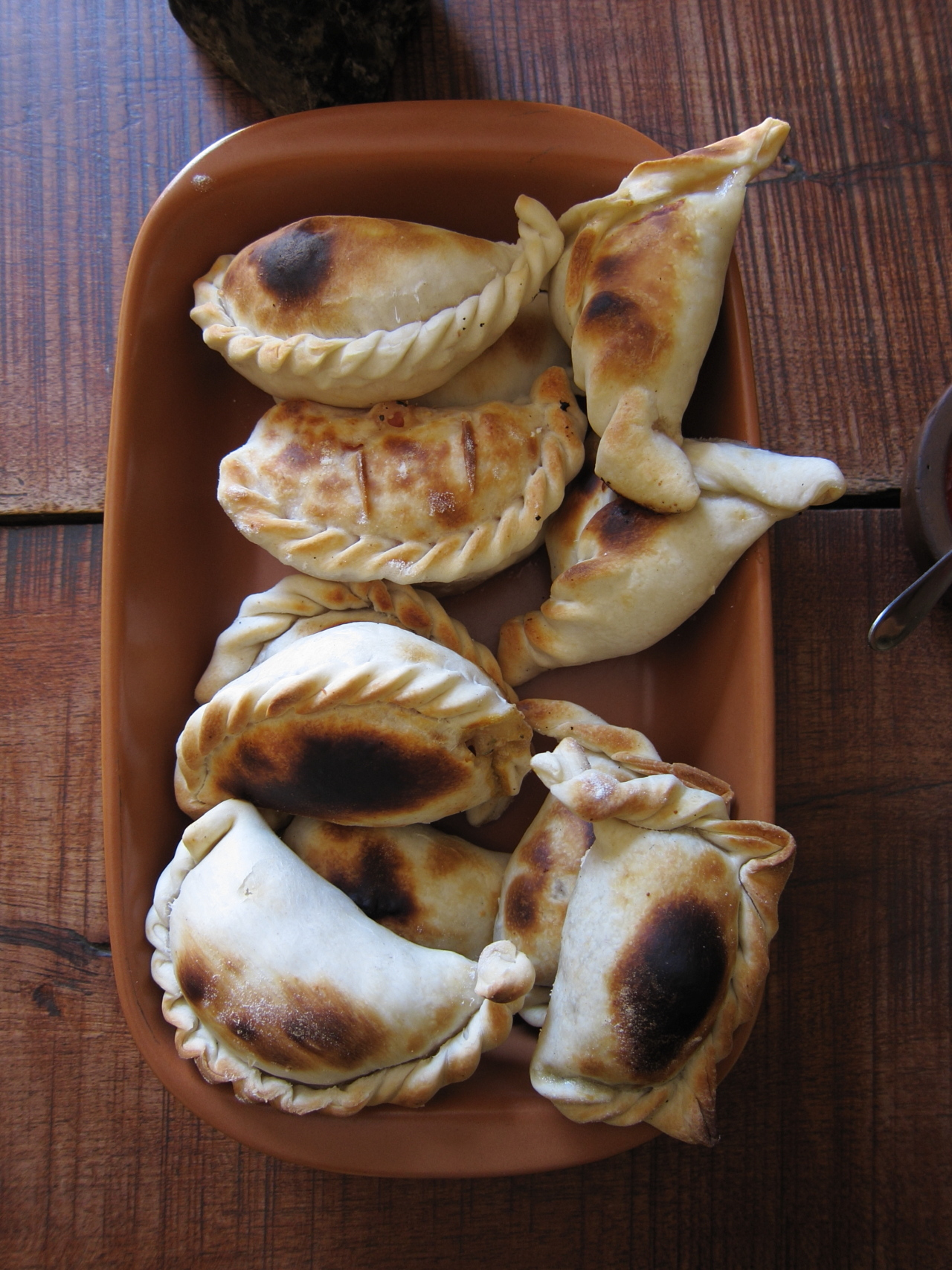
Empanadas.
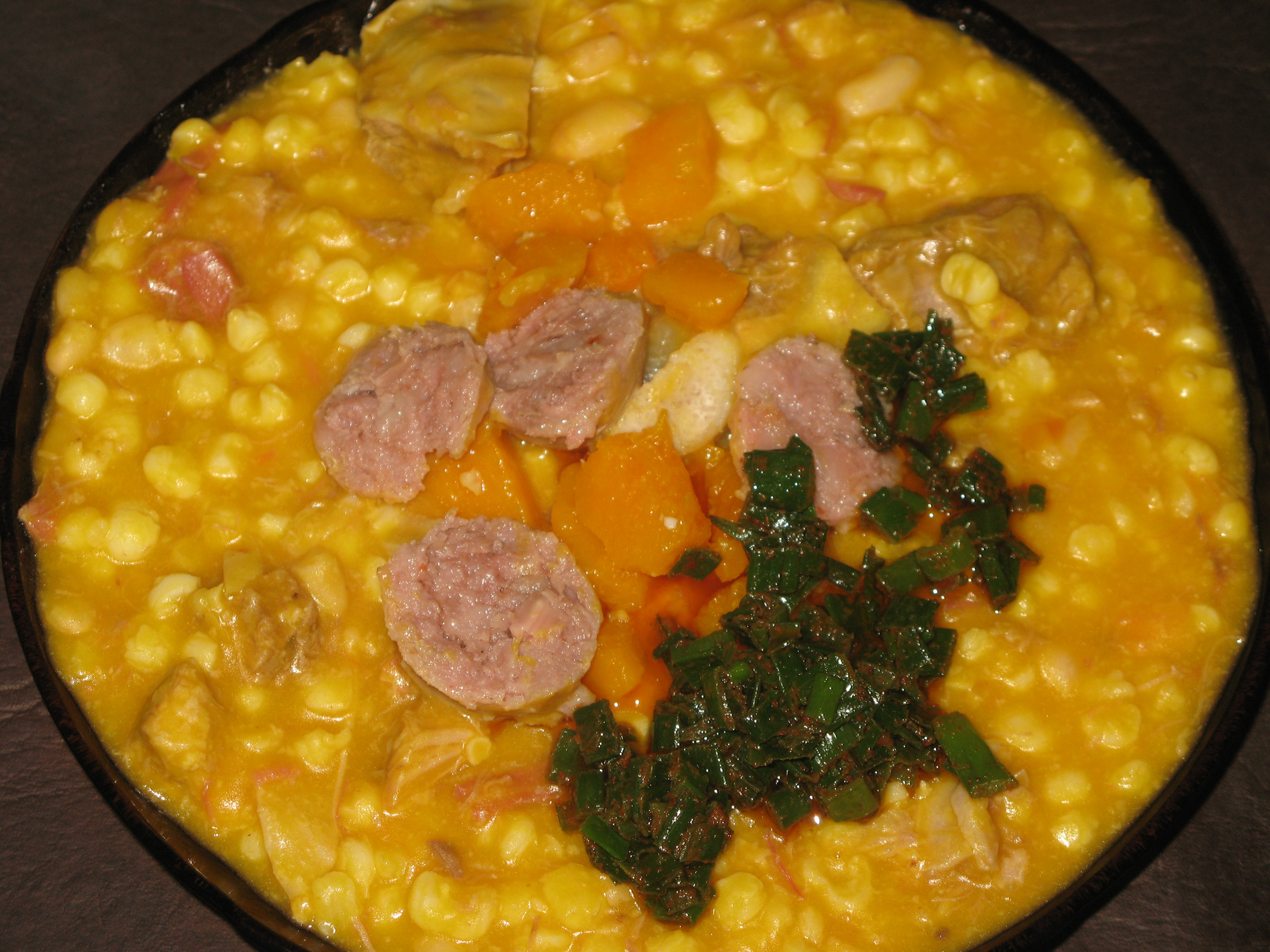
Locro.